# اوشتل
اوشتل (به آلمانی: Osteel) یک شهر در آلمان است که در آوریش واقع شده‌است. اوشتل ۲٬۳۵۴ نفر جمعیت دارد.